# Попасное
Попасное (на руски: Попасное) е село в Кантемировски район на Воронежка област на Русия, намиращо се на 9 km от Новомарковка, на ручея Попасное, от който получава и името си.
Влиза в състава на селището от селски тип Новомарковское.

## География

### Улици
- ул. Лесная.

## История
Хуторът възниква през 1775 г. През 1794 г. 5 къщи, като първозаселнците са от село Новомарковка. В средата на 19 век, с построяването на църква, хуторът придабива статут на село. По данни от 1995 г., в Попасное има 36 къщи и 54 жители, селски клуб, начално училище и магазин.

## Население
| 2010 |
| ---- |
| 63   |